# Sukhoi Su-28
O Sukhoi Su-28 é uma versão inferior do Su-25UB/Su-25T, tendo redução total de sua capacidade de carregar armamentos. Sua finalidade é basicamente ser usado para treinamentos de pilotos. Também é usado em demonstrações de manobras aéreas.

## Projeto e desenvolvimento
O Su-28 é uma aeronave extremamente manobrável e robusta, com a habilidade de decolar e pousar com apenas um de seus dois motores funcionando. Estes motores também podem utilizar combustível baseado em Diesel ao contrário do mais tradicional Combustível para aviação. Assim como o MiG-29, pode operar de pistas não pavimentadas, mantendo uma alta confiabilidade e baixo custo de manutenção. Além disso, o Su-28 pode suportar pousos duros, permitindo-o ser mais utilizados na tarefa de treinamento. O alcance pode ser aumentado utilizando até quatro tanques externos PTB-800, cada um com 800 L de capacidade.
As diferenças entre o Su-28 e seu modelo antecessor Su-25UB inclui a ausência de sistemas de mira, sistemas de armas, armas internas, pilones nas asas (usados em aeronaves militares para instalação de bombas e mísseis). Não possui também proteção de blindagem nos motores, Medidas de ataque eletrônico e sistemas dedicados a operações de ataque em solo.

## Operadores
Rússia
- Força Aérea da Rússia